# Imunoglobulina G

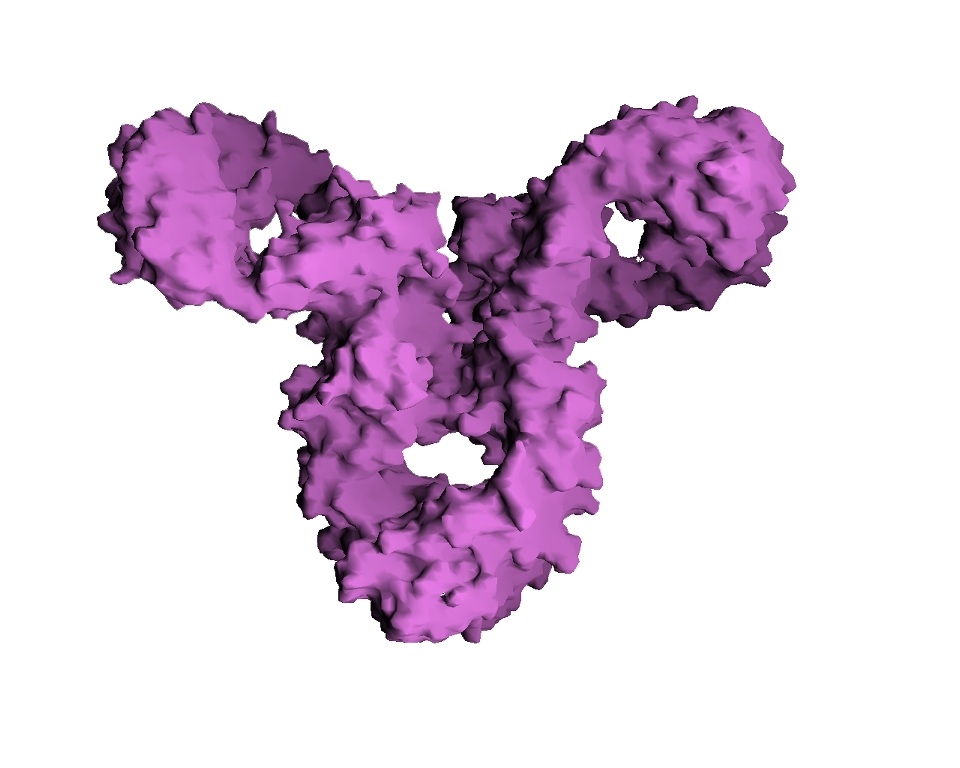
Molécula de IgG

Imunoglobulina G (IgG) é um anticorpo. É uma imunoglobulina monomérica simples de 150.000 daltons, cadeias pesadas tipo G, que perfaz 80% das imunoglobulinas do organismo. Está igualmente distribuída nos compartimentos extracelulares e é a única que atravessa a placenta. É o anticorpo principal nas resposta imunes secundárias e a única classe antitoxinas.
A região FC realiza ativação de complemento (quando unida ao antígeno) e auxilia a fagocitose por se ligar a macrófagos. Com a ativação do complemento, há geração de quimiotaxia de neutrófilos, aumento da permeabilidade vascular e amplificação da resposta inflamatória.
É usada para a criação da vacina para proteção contra a cólera.

## Sub-classes da IgG
Existem quatro variantes isotípicas ou subclasses de IgG humana, denominadas IgG1, IgG2, IgG3 e IgG4, que correspondem, respectivamente, a 70, 16, 10 e 4% do teor total de IgG. Diferenciam-se ainda as suas subclasses pelo número de pontes SS existentes na região da dobradiça: dois para IgG1 e quatro para IgG2 e cinco para IgG3. No que concerne às propriedades biológicas todas as subclasses de IgG humana são capazes de atravessar a placenta (uma propriedade certamente não relacionada com o peso molecular), porém IgG4 não fixa complemento, IgG2 não é capaz de fixar-se à pele heteróloga e tanto IgG4 são destituídas de ação opsonizante para polimorfonucleares ou citofilia para macrófago.

## Atividades biológicas das subclasses de IgG humana
| Subclasse | %  | Passagem pela placenta | Fixação de complemento | Fixação à pele heteróloga | Fixação a fagócitos |
| IgG1      | 70 | +                      | ++                     | +                         | +                   |
| IgG2      | 16 | +                      | +                      | 0                         | 0                   |
| IgG3      | 10 | +                      | +++                    | +                         | +                   |
| IgG4      | 4  | +                      | 0                      | +                         | 0                   |